# Tentacruel
Tentacruel (japanski: ドククラゲ Dokukurage) jedan je od 1025 fiktivnih vrsta Pokémona iz medijske franšize Pokémon, skupa Pokémon videoigara, animiranih serija, manga stripova, knjiga, igraćih karata i drugih medija kojima je tvorac Satoshi Tajiri. Svrha je Tentacruela u videoigrama, animiranoj seriji i manga stripovima, kao i svrha ostalih Pokémona, borba s divljim Pokémonima – neukroćenim stvorenjima koje igrači i likovi pronalaze dok kreću na razne avanture – i pripitomljenim Pokémonima drugih Pokémon trenera.

## Etimologijaimena
Ime Tentacruel kombinacija je engleskih riječi "tentacle" = krak, odnoseći se na njegove brojne pipke, i "cruel" = opak, odnoseći se na njegovu osobnost. U početku, njegovo je ime trebalo biti Man O War, odnoseći se na engleski naziv portugalske lađice, "Portugese man o' war". 
Njegovo japansko ime, Dokukurage, kombinacija je japanskih riječi 毒 doku (otrov) i 水母 kurage (meduza).

## Pokédex podaci
- Pokémon Red/Blue: Njegovi su pipci u normalnim okolnostima kratki. Tijekom lova, produžuje ih kako bi omotao i onesposobio plijen.
- Pokémon Yellow: Njegovih 80 lovki mogu se slobodno produljiti i povlačiti. Omata ih oko plijena, a zatim ga oslabi otrovom.
- Pokémon Gold: Njegovih 80 lovki upija vodu i gotovo se beskrajno produljuju kako bi omotali njegov plijen ili protivnike.
- Pokémon Silver: Tijekom borbe, produljuje svih svojih 80 lovki kako bi omotao svog protivnika u otrovnu mrežu.
- Pokémon Crystal: Kada njegovih 80 lovki upiju vodu, produljuju se, postajući nallik mreži kojom hvata plijen.
- Pokémon Ruby: Tentacruel ima velike crvene kugle na glavi. Kugle sjaje prije ispaljivanja snažnih ultrasoničnih eksplozija na okolicu. Provale u ponašanju ovog Pokémona izazivaju snažne valove.
- Pokémon Sapphire: Tentacruel ima lovke koje svojevoljno može produljiti ili skratiti. Omata plijen lovkama, a zatim ga oslabi snažnim otrovom. U jednom trenutku može uhvatiti i do 80 jedinki svoga plijena.
- Pokémon Emerald: Živi u složenim kamenim nakupinama na morskom dnu i hvata plijen svojim lovkama. Kugle na njegovoj glavi sjaje kada je uzbuđen ili uzrujan.
- Pokémon FireRed: Ima 80 lovki koje se slobodno kreću. Njima može ubosti, uzrokujući pritom trovanje i oštru, probadajuću bol.
- Pokémon LeafGreen: Njegovi su pipci u normalnim okolnostima kratki. Tijekom lova, produžuje ih kako bi omotao i onesposobio plijen.
- Pokémon Diamond: Omatajući plijen svojim lovkama onemogućuje njihov bijeg prije djelovanja samog otrova.
- Pokémon Pearl: Upozorava ostale na opasnost oštrim sjajem kugli na glavi.

## U videoigrama
Tentacruel, kao i njegov prethodni oblik Tentacool, relativno je čest Pokémon u Pokémon franšizi videoigara, jer se obično pojavljuje u velikom broju kada igrač surfa preko bilo kakve vodene površine.
Divlji se Tentacrueli mogu uhvatiti gotovo na svakom morskom području, iako ih se može dobiti razvijanjem iz Tentacoola na 30. razini.

## Tehnike
| Prirodne tehnike                | Prirodne tehnike | Prirodne tehnike |
| ------------------------------- | ---------------- | ---------------- |
| Tehnika                         | Vrsta tehnike    | Razina           |
| Otrovna strelica (Poison Sting) | Otrovni          |                  |
| Nadzvučna (Supersonic)          | Normalni         |                  |
| Stezanje (Constrict)            | Normalni         |                  |
| Kiselina (Acid)                 | Otrovni          |                  |
| Otrovni šiljci (Toxic Spikes)   | Otrovni          |                  |
| Mjehurasti mlaz (Bubblebeam)    | Vodeni           |                  |
| Omatanje (Wrap)                 | Normalni         |                  |
| Barijera (Barrier)              | Psihički         |                  |
| Vodeni puls (Water Pulse)       | Vodeni           |                  |
| Otrovni ubod (Poison Jab)       | Otrovni          | 36               |
| Vrištanje (Screech)             | Normalni         | 42               |
| Vodena crpka (Hydro Pump)       | Vodeni           | 49               |
| Zavrtanje (Wring Out)           | Normalni         | 55               |

## Statistike
| HP:      | 80  |  |
| Attack:  | 70  |  |
| Defense: | 65  |  |
| Special: | 120 |  |
| SpAtk:   | 80  |  |
| SpDef:   | 120 |  |
| Speed:   | 100 |  |

Statistika Special korištena je samo tijekom prve generacije; kasnije je podijeljenja na Special Attack i Special Defense statistike.

## U animiranoj seriji
Tentacruel se pojavio u nekoliko epizoda Pokémon animirane serije. Njegovo najznačajnije pojavljivanje bilo je u epizodi 19 ("Tentacool and Tentacruel").
U epizodi Tentacool and Tentacruel, Ash, Brock i Misty dolaze u grad Porta Vista u kojm gradonačelnik nudi nagradu onome tko uništi čitavu populaciju Tentacoola koji sprečavaju izgradnju luksuznog hotela na moru. Kada Tim Raketa stigne u gradu, bivaju primamljeni nagradom i pripreme plan kako uništiti Tentacoole koristeći kemikalije. Doduše, izlijevanjem kemikalija na jednog od brojnih Tentacoola rezultira njegovom evolucijom u Tentacruela, koji zbog radioaktivnih tvari u kemikaliji izrasta u puno većeg Tentacruela od očekivanog. Tentacooli, pod vodstvom Tentacruela, nastave razarati gradsku obalu, prijeteći njegovim stanovnicima. Nakon što uništi većinu zgrada, Tentacruel uzme Meowtha Tima Raktea i koristi ga kao sredstvo komunikacije s ljudima. Kaže kako su Pokémoni izgubili svoje prijašnje domove zbog ljudskog nemara, i kako je sada red da ljudi izgube svoje domove. Doduše, na kraju Pikachu, Misty i jedan Horsea uvjere Tentacoole i Tentacruela da prestanu, koji oproste ljudima, iako ih upozore kako im drugi put neće biti oprošteno ako počine istu pogrešku.
Ovo je prva epizoda Pokémon animirane serije koja pokazuje kako su divlji Pokémoni sposobni napasti ljude ako im oni počnu uništavati njihov okoliš.
Epizoda je neko vrijeme zabranjena u SAD-u nakon napada na WTC, 9. rujna 2001. Epizoda je sadržavala nekoliko prizora u kojem brojne zgrade bivaju uništene od strane Pokémona.